# Joy Adamson
Friederike Victoria "Joy" Adamson (geboren Gessner, Troppau, Silezië, 20 januari 1910 - Kenia, 3 januari 1980) was een natuuronderzoeker, kunstenaar en auteur. Haar boek Born Free beschrijft haar ervaringen met het grootbrengen van een leeuwenwelp genaamd Elsa. Het boek werd in verschillende talen vertaald en verfilmd onder dezelfde naam. In 1977 werd ze onderscheiden met het Österreichisches Ehrenzeichen für Wissenschaft und Kunst (Oostenrijkse erekruis voor wetenschap en kunst).

## Biografie
Joy Adamson werd als Friederike Victoria Gessner geboren in Troppau, Silezië (het huidige Opava, Tsjechië) en was de tweede van drie dochters van Victor en Traute Gessner. Haar ouders scheidden toen ze tien jaar oud was en ze ging bij haar oma wonen. Ze groeide op op een landgoed in de buurt van Wenen en volgde een opleiding in Wenen waar ze een muziekdiploma behaalde alvorens ze beeldhouwen en medicijnen begon te studeren. Als jongvolwassene overwoog Adamson een carrière als concertpianist en in de geneeskunde.
Joy Adamson trouwde drie keer in een tijdsbestek van tien jaar. Haar eerste huwelijk in 1935 was met Viktor von Klarwill (1902-1985). Ze ging in 1937 naar Kenia, waar ze in 1938 de botanicus Peter Bally ontmoette en trouwde. Hij gaf haar de bijnaam "Joy". Bally maakte botanische schilderijen en hij was het die haar aanmoedigde om door te gaan met het schetsen en schilderen van de flora en fauna in haar omgeving. Ze ontmoette haar derde echtgenoot, natuurbeschermer George Adamson tijdens een safari in de vroege jaren 1940 en trouwde met hem in 1944. Ze vestigden zich in Kenia.
Joy Adamson is vooral bekend om haar inspanningen voor natuurbehoud in verband met Elsa de leeuwin. In 1956 schoot George Adamson, in de uitoefening van zijn werk als jachtopziener van het Northern Frontier District in Kenia, een leeuwin dood terwijl ze hem en een andere bewaker aanviel. George realiseerde zich later dat de leeuwin enkel haar welpen beschermde, die vlakbij in een rotsachtige spleet werden gevonden. Joy en George namen ze mee naar huis. De twee grootste welpen, "Big One" en "Lustica", werden doorgegeven aan een zoo in Rotterdam en de kleinste, "Elsa", werd door het paar opgevoed. Na enige tijd besloten de Adamsons om Elsa vrij te laten in plaats van haar naar een dierentuin te sturen en brachten ze vele maanden door met haar te trainen om alleen te jagen en te overleven. Ze waren uiteindelijk succesvol en Elsa werd de eerste leeuwin die met succes terug in het wild werd vrijgelaten, de eerste die contact had na vrijlating, en de eerste bekende vrijgelaten leeuw die een nest welpen had. De Adamsons hielden afstand van de welpen en kwamen alleen dichtbij genoeg om ze te fotograferen. In januari 1961 stierf Elsa aan babesiose, een ziekte als gevolg van een tekenbeet. Haar drie jonge welpen werden hinderlijk en doodden het vee van lokale boeren. De Adamsons, die vreesden dat de boeren de welpen zouden doden, wisten ze uiteindelijk te vangen en naar het naburige Tanganyika-territorium te vervoeren, waar ze een nieuwe thuis kregen in het Serengeti National Park. De Adamsons verloren de welpen in hun nieuwe huis uit het oog. Tijdens Elsa's leven hadden Joy en George Adamson elkaar nodig om haar op te voeden, maar nadat ze stierf en haar welpen in het park waren opgenomen, gingen hun interesses een andere richting uit, net als hun leven. Hoewel ze noch een echtscheiding, noch een scheiding van tafel en bed wilden, zorgden hun tegenstrijdige belangen (George wilde blijven werken met leeuwen en zij met cheeta's) er voor dat ze apart gingen wonen. 
Met behulp van haar eigen aantekeningen en George's dagboeken schreef Joy Born Free om het verhaal van de leeuw te vertellen. Ze diende het in bij een aantal uitgevers voordat het werd gekocht door Harvill Press, onderdeel van HarperCollins. Het werd gepubliceerd in 1960 en werd een bestseller. Het stond 13 weken bovenaan de New York Times-bestsellerlijst en stond in totaal bijna een jaar in de lijst. Het succes van het boek was te danken aan zowel het verhaal van Elsa als de tientallen foto's van haar. Latere boeken werden ook zwaar geïllustreerd. Born Free ontving grotendeels lovende kritieken van critici en Adamson werkte nauw samen met uitgevers om het boek te promoten, wat bijdroeg aan de nieuwe internationale beroemdheid van de Adamsons. Joy spendeerde de rest van haar leven met het inzamelen van geld voor dieren in het wild, dankzij de populariteit van Born Free. Het boek werd gevolgd door Living Free, dat gaat over Elsa als moeder voor haar welpen en Forever Free, dat vertelt over de vrijlating van de welpen Jespah, Gopa en Little Elsa. De opbrengsten van de boeken werden gebruikt voor verschillende behoudsprojecten.
Terwijl televisiespecials de zaak van de Adamsons in de schijnwerpers hielden, reisde Adamson haar laatste tien jaar de wereld rond om toespraken te houden over de gevaren waarmee dieren in het wild in Afrika worden geconfronteerd. Een boek met haar schilderijen, Joy Adamson's Africa, werd in 1972 gepubliceerd. Ze rehabiliteerde een cheeta en een Afrikaans luipaard. Pippa de cheetah werd als huisdier grootgebracht en zeven maanden oud aan Adamson gegeven in de hoop dat zij ook zou kunnen worden vrijgelaten. Pippa had voor haar dood vier nesten. Adamson schreef The Spotted Sphinx en Pippa's Challenge over Pippa en haar cheetah-familie. In 1976 kreeg Adamson een Afrikaanse luipaardwelp, genaamd Penny die acht weken oud was toen een kennis van de boswachter van George Adamson haar vond. Penny had een nest van twee welpen vóór de publicatie van Queen of Shaba, het postume en laatste boek van Joy Adamson.
Tijdens haar leven maakte ze meer dan 500 schilderijen en pentekeningen. Haar werk omvatte portretten van de inheemse bevolking in opdracht van de regering van Kenia, evenals botanische illustraties voor ten minste zeven boeken over Oost-Afrikaanse flora. Ze maakte ook dierenschilderijen, waaronder studies van Elsa en Pippa. 
Op 3 januari 1980 werd het lichaam van Joy Adamson gevonden door haar assistent, Pieter Mawson in het nationaal reservaat van Shaba in Kenia. Het politieonderzoek wees uit dat Adamson's wonden te scherp en te bloedeloos waren om door een dier te zijn veroorzaakt en concludeerde dat ze was vermoord. Paul Nakware Ekai, een ontslagen arbeider die voorheen in dienst was van Adamson, werd schuldig bevonden aan moord en veroordeeld tot een onbepaalde gevangenisstraf. Hij ontsnapte aan de doodstraf omdat de rechter oordeelde dat hij mogelijk minderjarig was toen het misdrijf werd gepleegd. Joy Adamson werd gecremeerd en haar as werd begraven in het graf van Elsa de Leeuwin in het Meru National Park in Kenia. George Adamson werd negen jaar later, in 1989, vermoord in de buurt van zijn kamp in Kora National Park, terwijl hij een toerist te hulp schoot die werd aangevallen door stropers. Hij redde daarbij het leven van de toerist. 
Naast Joy Adamson's boeken over grote katten, werd een boek met haar kunstwerken gepubliceerd als een autobiografie, getiteld The Searching Spirit. De tweede autobiografie van George Adamson, My Pride and Joy, werd in 1986 gepubliceerd. 

### Joy Adamson
- Born Free (1960)
- Elsa: The Story of a Lioness (1961)
- Living Free: The story of Elsa and her cubs (1961)
- Forever Free: Elsa's Pride (1962)
- The Spotted Sphinx (1969)
- Pippa: The Cheetah and her Cubs (1970)
- Joy Adamson's Africa (1972)
- Pippa's Challenge (1972)
- Peoples of Kenya (1975)
- The Searching Spirit: Joy Adamson's Autobiography (1978)
- Queen of Shaba: The Story of an African Leopard (1980)
- Friends from the Forest (1980)

### Enkel als illustrator
- Gardening in East Africa, II edition
- Alsook een zestal boeken over bloemen, bomen en struiken van Oost-Afrika

### George Adamson
- A Lifetime With Lions (1968, autobiografie)
- Bwana Game: The Life Story of George Adamson (1969)
- My Pride and Joy (autobiografie, 1986)

### Door anderen geschreven
- Wild Heart: The Story of Joy Adamson, Author of Born Free door Anne E. Neimark.
- Sleeping With Lions door Netta Pfeifer
- Joy Adamson : Behind the Mask door Caroline Cass.
- The Great Safari: The Lives of George and Joy Adamson door Adrian House

## Films
- Born Free (1966)
- Living Free (1972)
- Elsa & Her Cubs – 25 minuten[2] (Benchmark Films, Inc.)
- Joy Adamson –  About the Adamsons[2] (Benchmark Films, Inc.)
- Joy Adamson's Africa (1977) – 86 minuten[2]
- The Joy Adamson Story (1980) – Programma met interviews met Joy Adamson over haar leven en werk in Oostenrijk en in Afrika, en haar beroemde leeuwin Elsa. (Dick Thomsett Production Company: BBC)[2]

## Trivia
In 1994 werd een inslagkrater op de planeet Venus naar haar vernoemd.